# 박지수 (프로게이머)
박지수(1990년 2월 13일~ )는 대한민국의 스타크래프트 II 프로게이머이다. 종족은 테란이며 ForGG라는 아이디를 사용하고 있다.

## 개요
2006년 상반기 드래프트에서 르까프 OZ(현 화승 OZ)의 5차 지명으로 입단하였다.
르까프 소속이던 2008년 7월, 아레나 MSL에서 전대회 준우승자 김구현(STX SouL), 당시 KeSPA 랭킹 1위였던 이영호(현 KT 롤스터), 팀 동료이자 전대회 우승자 이제동(현 화승 OZ) 등을 연파하며 생애 첫 개인리그 우승을 차지하였다.
박지수의 MSL 우승으로 화승 OZ는 3종족 우승자(테란 박지수, 저그 이제동, 프로토스 오영종)를 모두 배출한 세 번째 팀으로 기록되었다.
우승 당시엔 낮은 지명도 탓에 "리그의 흥행을 망쳤다"는 비아냥을 면치 못했으나, 이후 정벅자, 정ㅋ벅ㅋ 등의 별명이 각종 커뮤니티에서 큰 호응을 얻으며 스타 플레이어로 재조명받았다.
2009년 3월 화승 OZ에서 KTF 매직엔스(현 KT 롤스터)로 이적하였다.
2010년 12월 28일 갑작스럽게 은퇴를 선언했다.
2011년 9월 스타2 프로게임단 oGs에 입단하며 스타2 프로게이머로서의 생활을 선언했다. 스타2에서도 종족은 테란으로 플레이 하고 있다.
소속팀이 해체된 후 2012년 6월 28일 밀레니엄에 입단, 해외에서 활동중이다.
2015년 12월 4일 밀레니엄과의 계약이 종료되었다.

## 별명
- 납가이 : 박성준(삼성전자 칸, 현재 은퇴)의 '은가이'란 별명에 빗대어, 박성준과 닮은 선수들에게 동가이(박재혁), 철가이(이성은) 등의 금속류 + -가이 형태의 별명이 만들어졌다. 데뷔 초기의 박지수 역시 이들과 닮았다 하여 납가이란 별명이 지어졌다. 은가이 위의 금가이는 홍진호이다.

- 벅지수 : 몰수패 사건으로 만들어진 별명으로, 벅은 버그(Bug)의 줄임말이다. 당시 강민과의 경기에서 규정에 어긋난 버그를 써서 몰수패를 당하였다

- 타임 어택커 : 아레나 MSL 당시 MBC게임에서 지어준 별명. 절묘한 타이밍 공격에 능한 박지수의 플레이 스타일에 기인한다.

- 정복자 : 아레나 MSL에서 우승을 하여 박지수에게 "리그를 정복했다'는 의미로 붙여준 별명.

- 정벅자 : 아레나 MSL에서 험난한 대진을 뚫고 우승한 박지수에게 "리그를 정복했다"는 의미로 붙여준 별명. '복'을 '벅'으로 대체한 것 역시 몰수패 사건과 연관된다. 다만, 정확한 표기법을 준수해야 하는 방송에선 본래 의미만 살린 '정복자'로 소개되기도 한다.

- 정ㅋ벅ㅋ : 박지수의 팬들이 그의 경기가 있을 때마다 커뮤니티에서 이 단어를 즐겨 쓰며 유행어가 되었다. 글자 사이의 ㅋ는 당시 온라인에서 유행하던 '우왕ㅋ굳ㅋ'의 영향을 받았다는 것이 중론이다.

- 밥벌레 : 연봉도둑이라는 뜻과 몰수패 사건이 합쳐져 붙은 별명이다.

## 몰수패 사건
2007년 10월 18일, 박지수는 곰TV MSL 시즌3 16강에서 강민(당시 KTF 매직엔스, 현 온게임넷 해설)과 경기를 가졌다. 당시 세트 스코어 1:1 상황에서 마지막 3세트가 시작되었고, 박지수는 기습적인 3배 럭스 전략과 함께 정찰용 SCV를 강민의 본진으로 보냈다. 그러나 입구에 이미 배치되어 있던 프로브에 의해 정찰은 실패했고 이때 박지수는 C키를 연타하며 SCV를 그 뒷편으로 난입시켰다(미네랄을 캔 SCV로 주변을 우클릭하면서 C키를 연타하면 전진을 막는 상대방 유닛을 통과할 수 있다고 한다).
이를 목격한 KTF의 김철 감독이 이의를 제기했고 경기를 중단시킨 심판은 박지수가 고의적으로 버그성 플레이를 했다고 판단하여 몰수패 판정을 내렸다. 이는 e스포츠 사상 6번째 몰수패였으며 강민은 곧바로 8강에 진출했다.
박지수가 시도했던 일꾼 난입 플레이는 2007년 4월 김창희(당시 하이트 스파키즈, 현재는 제명)가 서바이버 토너먼트 승자전에서 박성훈(당시 삼성전자 칸, 현재는 은퇴)에게 시전하여 논란이 된 이후 금지된 버그였다.

## 정벅자 칭기즈벅
몰수패 사건으로 좋지 못한 이미지를 가졌고 우승권과는 거리가 있는 기량이라 평가받았던 박지수가 아레나 MSL 4강에서 이영호(현 KT 롤스터)를 3:1로 제압하며 결승에 진출, 이제동과의 결승전 대진을 성사시켰다. 당시 KeSPA 랭킹 1,2위였던 이영호와 이제동의 결승 매치업을 기대했던 많은 팬들은 예상치 못한 박지수의 결승행에 "맥이 빠진다"는 반응을 보였는데 여기엔 "같은 팀원간의 결승은 긴장감이 없다"는 기존의 인식도 한몫했다.
더구나 박지수가 결승전에서 '본좌' 후보이자 스타 플레이어였던 이제동마저 3:0으로 꺾고 우승을 차지하자, 이제동의 연속 우승을 바랐던 팬들 역시 실망을 표했다. 또한 결승 당일, 악천후로 인해 이원생방송 장소였던 서울 야외수영장의 객석이 텅 비었는가 하면, 시상을 맡은 아레나의 김찬회 상무가 한동안 무대에 올라오지 않는 등의 해프닝이 겹치면서, 아레나 MSL 결승전은 흥행참패의 대명사로 비화되기도 했다.
축하보다 조롱의 여론이 많았던 박지수에겐 '리그 브레이커', '흥행 어태커' 등의 부정적인 별명들이 따라붙었고, 인크루트 스타리그에서 비슷한 행보를 걸었던 정명훈(SK 텔레콤 T1) 역시 유사한 의미의 '리그 테러리스트', '오사마 정라덴', '정라덴'('정명훈'과 '빈라덴'의 합성어) 등의 별명을 얻기도 했다.
그러나 우승 이후 진일보한 기량을 발휘한 박지수에게 팬들은 점차 호감을 표했고, 정벅자 칭기즈벅, 정ㅋ벅ㅋ 등의 별명들을 유행시키며 그를 일약 '대세'로 탈바꿈시켰다. 또한 2009년 3월, 화승 OZ에서 별다른 출전 기회를 얻지 못한 채 KTF 매직엔스로 내몰리듯 이적한 박지수에게 많은 팬들이 동정 및 지지를 표함으로써, 이후의 박지수는 여느 스타 플레이어가 부럽지 않을 인기를 얻었다.
이를 반증하듯 포모스를 비롯한 각종 e스포츠 관련 매체에선 박지수의 별명인 '정벅자'를 적극 활용하고 있고, MBC게임 역시 MSL, 프로리그에서 박지수가 출전하거나 승리할 땐 예외적으로 Foo Fighters의 The Pretender(아레나 MSL 오프닝 테마곡)를 BGM으로 쓰고 있다. 또한 MSL 조지명식에선 박지수의 이력을 아레나 MSL 정복으로 소개하고 있다.
정벅자 칭기즈벅이라는 별명을 최초로 고안한 곳은 디시인사이드의 스타크래프트 갤러리이며 디시인사이드엔 박지수를 위한 별도의 갤러리가 개설되어 있다. 그러나 본인은 칭기즈벅('칭기즈칸'과 '벅'의 합성어)이라는 별명을 가졌음에도 칭기즈칸이 누구인지도 몰랐다고 한다.

## 돌연 은퇴
2010년 12월 28일 KeSPA는 홈페이지를 통해 박지수를 홍명철(전 eSTRO)과 함께 은퇴선수로 공시했다. 이 사실이 커뮤니티와 언론 등을 통해 알려지자 팬들은 큰 충격에 빠졌으며, 소속 게임단인 KT 롤스터 측에서도 당혹감과 심란함을 감추지 못했다. 갑작스런 은퇴 이유에 대하여, 팀내 불화설이니 성적 부진과 악플 등으로 인한 심적 부담설이니 하는 온갖 설이 나돌았고, 이를 총정리한 게시물이 등장하기도 했다. 당사자인 박지수는 디시인사이드 박지수 갤러리에 "지금은 이유를 밝힐 수 없음을 이해해 달라. 그동안 감사했다"는 내용의 인사글을 올렸다.
은퇴 당시 박지수는 MSL 32강전 경기를 앞두고 있었는데, 그가 속한 F조의 경기는 박지수와의 경기를 모두 부전승 처리하고 나머지는 조편성이나 경기 방식을 변경하지 않고 예정대로 진행했다.

## 스타크래프트 2 도전
팀리퀴드 게이머였던 크리스 로란줴(현 EG)는 팀리퀴드에 소속되어있던 시절 한국 랭킹 상위권을 차지하고 있는 'Raptor'라는 아이디를 사용하고 있는 유저가 박지수라는 것을 밝혀냈으며 한국 랭킹 상위권을 차지하고 있는 또 다른 아이디인 'Fin', 'Apex'도 박지수 아이디인 것으로 드러나 화제가 된 바 있다. 몇몇 팬들은 박지수의 스타2를 통한 프로게이머 복귀를 기대했었는데 2011년 9월 말, oGs측은 박지수가 oGs에 입단했다는 소식과 인증샷을 공개했다. 9월 29일부터 합숙을 시작하며 GSL Nov. 코드 A 예선을 위한 연습을 시작했다고 밝혔다.
약 한 달 뒤인 10월 26일에 펼쳐진 GSL Nov. 코드 A 예선에서 무난하게 승리를 거듭하면서 코드 A에 올라가는데 성공했다. 특히 박지수가 치른 예선전 당일엔 강세를 띄던 테란 중 코드 A 진출자가 박지수 한 명으로 이례적인 일이었다. 이번 GSL Nov.에서 완전 개편된 정규 시즌 방식이 진행되었고 박지수는 현재 6전 전승으로 차기 코드S 출전권을 획득한 상태이다.
최근 스타2 군단의심장 유럽 서버에서 그랜드마스터리그 1위를 기록중인것으로 알려졌다.

## 스타크래프트 2 개인리그 첫 우승
2014년 11월 30일 스웨덴 이완최핑 엘미야 전시장에서 열린 2014 DreamHack Open: Winter에 출전한 박지수는 결승전에서 이승현을 상대로 4:2로 승리하여 스타크래프트 2 전향 이후 첫 개인리그 우승을 차지했다. 박지수는 2014 DreamHack Open: Winter에서 우승을 기록함으로써 이제동과 이영호에 이어 세 번째로 스타크래프트: 브루드워 개인리그 우승자 출신 선수로 스타크래프트 II 프리미어급 대회 우승에 성공한 선수가 되었다.

## 트리비아
- 2006년 상반기 드래프트 당시, 박지수는 사전에 KOR(현 하이트 스파키즈)의 입단 테스트를 치렀던 상황이었다. 그러나 이미 정원을 채운 KOR은 박지수를 지명하지 않았고, 조정웅 감독이 대신하여 그를 픽업함으로써 르까프 OZ(현 화승 OZ)의 유니폼을 입게 되었다.

- 2008년 8월 8일, 박지수는 하루에만 8번의 방송경기를 치렀다. 오후엔 WCG 2008 스타크래프트 국가대표 선발전에서 김택용(SK 텔레콤 T1)과 대결했고, 저녁엔 인크루트 스타리그 2008 36강에 참가했다. 국가대표 선발전에서 김택용을 2:0으로, 스타리그 36강 1차전에선 서경종(MBC게임 히어로)을 2:1로 꺾었으나, 2차전에서 박영민(현 공군 ACE)에게 1:2로 역전패하며 16강 진출에 실패했다. 일부 팬들은 이날의 과도한 경기 스케줄 편성에 유감을 표하기도 했다.

- 2008년 9월 6일, 박지수는 신한은행 프로리그 2008 올스타전 5세트에서 김구현과 대결하기로 예정되어 있었다. 그러나 올스타전 며칠 전 숙소 계단에서 넘어지는 부상을 당했고, 손주흥이 대신 출전하여 경기를 가졌다. 경미한 부상이었다고 밝힌 박지수는 이후 클럽데이 온라인 MSL 조지명식엔 예정대로 참석했다.

## 주요 기록
스타크래프트 : 메이저 개인리그 우승 1회
스타크래프트 II : 프리미어 개인리그 우승 1회, 준우승 2회

### 스타크래프트
- 2005년 키주 이벤트 리그 우승
- 2006년 제20회 커리지 매치 입상
- 2006년 제5회 주장원전 C조 1위
- 2007년 신한은행 스타리그 2006 시즌3 24강
- 2007년 곰TV MSL 시즌3 16강
- 2008년 곰TV MSL 시즌4 32강
- 2008년 곰TV TG삼보-인텔 클래식 2008 시즌1 8강
- 2008년 아레나 MSL 2008 우승 (3:0 이제동)
- 2008년 인크루트 스타리그 36강
- 2008년 클럽데이 온라인 MSL 16강
- 2008년 곰TV TG삼보-인텔 클래식 2008 시즌2 32강
- 2009년 로스트사가 MSL 2009 8강
- 2009년 아발론 온라인 MSL 2009 16강
- 2009년 EVER 스타리그 2009 36강
- 2009년 NATE MSL 2009 32강
- 2010년 대한항공 스타리그 2010 Season 1 8강
- 2010년 빅파일 MSL 2010 8강
- 2010년 대한항공 스타리그 2010 시즌2 36강
- 2010년 박카스 스타리그 2010 36강
- 2010년 피디팝 MSL 2010 32강

### 스타크래프트 II
- 2011년 2011 소니 에릭슨 글로벌 스타크래프트 II 리그 Nov. Code A 12강
- 2012년 2012 핫식스 2012 글로벌 스타크래프트 II 리그 시즌 1 Code S 32강
- 2012년 2012 핫식스 2012 글로벌 스타크래프트 II 리그 시즌 2 Code S 32강
- 2012년 2012 무슈제이 2012 글로벌 스타크래프트 II 리그 시즌 3 Code A 32강
- 2012년 ASUS ROG Summer 2012 3위
- 2012년 Campus Party Europe 4강
- 2012년 Numericable M-House Cup 2 준우승
- 2012년 Millenium Show Cup 우승
- 2012년 Electronic Sports World Cup 2012 준우승
- 2012년 DreamHack Open: Valencia 준우승
- 2013년 2013 WCS 유럽 시즌 1 프리미어리그 4강 (2013 WCS 시즌 1 파이널 진출)
- 2013년 2013 WCS Season1 TG삼보-Intel Finals 8강
- 2013년 2013 WCS 유럽 시즌 2 프리미어리그 32강
- 2013년 2013 WCS 유럽 시즌 2 챌린저리그 40강
- 2013년 2013 DreamHack Open: Bucharest 8강
- 2013년 2013 WCS 유럽 시즌 3 프리미어리그 16강
- 2013년 2013 WCS 유럽 시즌 3 챌린저리그 16강
- 2013년 2013 DreamHack Open: Winter 16강
- 2013년 Numericable M-House Cup 3 4위
- 2013년 Dailymotion Cup 2013 4위
- 2014년 ASUS ROG Winter 2014 4강
- 2014년 IEM Season VIII - Cologne 16강
- 2014년 Gamers Assembly 2014 우승
- 2014년 2014 WCS 유럽 시즌 1 프리미어리그 32강
- 2014년 Fragbite Masters 2014 Spring 8강
- 2014년 DreamHack Open: Summer 16강
- 2014년 2014 WCS 유럽 시즌 2 프리미어리그 4강
- 2014년 2014 DreamHack Open: Valencia 32강
- 2014년 2014 DreamHack Open: Stockholm 4강
- 2014년 2014 WCS 유럽 시즌 3 프리미어리그 8강
- 2014년 2014 DreamHack Open: Winter 우승 (4:2 이승현)
- 2014년 IEM Season IX - San Jose 8강
- 2015년 IEM Season IX - Taipei 16강
- 2015년 2015 WCS 시즌 1 프리미어리그 8강
- 2015년 2015 DreamHack Open: Tours 32강
- 2015년 2015 WCS 시즌 2 프리미어리그 16강
- 2015년 IEM Season X - gamescom 8강
- 2015년 2015 WCS 시즌 3 프리미어리그 4강

## 자료 인용
- 몰수패 관련